# Flabellula demetica
Flabellula demetica is een soort in de taxonomische indeling van de Amoebozoa. Deze micro-organismen hebben geen vaste vorm en hebben schijnvoetjes. Met deze schijnvoetjes kunnen ze voortbewegen en zich voeden. Het organisme komt uit het geslacht Flabellula en behoort tot de familie Flabellulidae. Flabellula demetica werd in 1980 ontdekt door Page.